# Akira Kudo
Akira Kudo (japanska: 工藤章?, Kudō Akira), född den 1 januari 1954 i Miyako, Iwate prefektur, Japan, är en japansk brottare som tog OS-brons i lätt flugviktsbrottning i fristilsklassen 1976 i Montréal.